# Шагано-Кондаковка
Шага́но-Кондако́вка (каз. Шаған) — село в Володарском районе Астраханской области России. Входит в состав Козловского сельсовета. Население 316 человек (2010), 99 % — казахи .

## География
Село находится в юго-восточной части Астраханской области, в дельте реки Волги, на реке Бузан. Уличная сеть состоит из трёх географических объектов: ул. Мира, ул. Северная, ул. Трудовая.
Абсолютная высота — 24 метров ниже уровня моря.
Климат
умеренный, резко континентальный, характеризуется высокими температурами летом и низкими — зимой, малым количеством осадков, а также большими годовыми и летними суточными амплитудами температуры воздуха.

## Население
| 2002 | 2010 |
| ---- | ---- |
| 294  | ↗316 |

Национальный и гендерный состав
По данным Всероссийской переписи, в 2010 году численность населения села составляла 410 человек (211 мужчин и 199 женщин, 51,5 и 48,5 %% соответственно).
Согласно результатам переписи 2002 года, в национальной структуре населения казахи составляли 99 % от общей численности в 296 жителей.
| Национальность | Численность (2010) | Процент |
| -------------- | ------------------ | ------- |
| Казахи         | 297                | 94,9%   |
| Русские        | 13                 | 4,2%    |
| Не указана     | 3                  | 1%      |
| Всего          | 313                | 100%    |

## Инфраструктура
Пристань (порт).

## Транспорт
Водный и автомобильный транспорт.
Подъездная дорога в Козлово, далее на региональную автодорогу 12 ОП РЗ 12Н 034 Козлово — Мултаново.

## Люди, связанные с селом
- Культелеев, Таир Мулдагалиевич (1911—1953) — первый казахский учёный-юрист, родился в Шагано-Кондаковке.